# Stazione di Samolaco
Stazione di Samolaco vasútállomás Olaszországban, Lombardia régióban, Samolaco településen.

## Vasútvonalak
Az állomást az alábbi vasútvonalak érintik:
- Colico–Chiavenna-vasútvonal

## Kapcsolódó állomások
A vasútállomáshoz az alábbi állomások vannak a legközelebb:
- Stazione di San Cassiano Valchiavenna (Stazione di Chiavenna, Colico–Chiavenna-vasútvonal)
- Stazione di Novate Mezzola (Stazione di Colico, Colico–Chiavenna-vasútvonal)